# 복리 (금융)

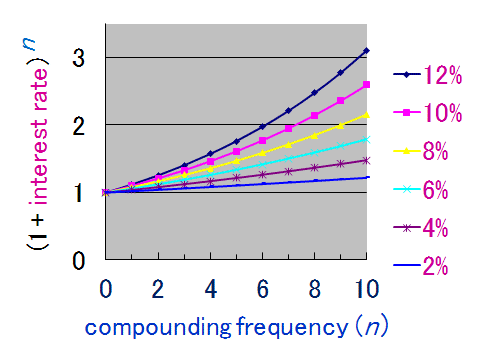
실효 이자율을 나타내는 그래프

복리(複利, Compound interest)란 대출이나 예금의 원금에 이자를 더하는 것, 즉 원금에 이자를 더한 것을 말한다. 이자를 상환하거나 차용자에게 지불을 요구하는 대신 이자를 재투자하거나 대출 자본에 추가하여 원금에 이전에 누적된 이자를 더한 금액에 대해 다음 기간의 이자를 얻게 되는 결과이다. 복리는 금융과 경제학의 표준이다.
복리란 이전에 누적된 이자가 현재 기간의 원금에 추가되지 않으므로 복리가 발생하지 않는 단리와 대조된다. 단순연이자율은 기간당 이자금액에 연간 기간수를 곱한 값이다. 단순 연간 이자율은 명목이자율로도 알려져 있다.

## 같이 보기
- 피셔 방정식
- 이자
- 이자율
- 수익률 곡선